# Suita (Osaka)
Suita (吹田市 Suita-shi?) es una ciudad localizada en la prefectura de Osaka, Japón. En julio de 2019 tenía una población estimada de 381.038 habitantes y una densidad de población de 10.558 personas por km². Su área total es de 36,09 km².
La ciudad fue fundada el 1 de abril de 1940, y fue sede de la Expo '70, una Feria Mundial que se llevó a cabo en 1970. El club de fútbol Gamba Osaka de la J1 League juega en el Estadio de Fútbol de Suita.

## Geografía

### Localidades circundantes
- Prefectura de Osaka
  - Ibaraki
  - Minō
  - Toyonaka
  - Osaka
  - Settsu

## Demografía
Según datos del censo japonés, la población de Suita ha aumentado en los últimos años.
| Año del censo | Población |
| ------------- | --------- |
| 1995          | 342.760   |
| 2000          | 347.929   |
| 2005          | 353.885   |
| 2010          | 355.798   |
| 2015          | 374.468   |

## Educación
- La sede principal de la Universidad de Kansai se encuentra aquí. Es accesible a través de la estación Kandaimae de a Línea  Hankyu Senri.
- El campus principal administrativo de la Universidad de Osaka se encuentra aquí, justo al lado de Expo Park. Es accesible a través del Monorriel de Osaka  en la estación Handaibyoinmae, o por medio de la línea Hankyu Senri en la estación de Kita-Senri.
- La Osaka Gakuin University es accesible a través de la estación Kishibe o por la línea JR de Kyoto line.
- La Senri Kinran University es accesible a través de la estación de Kita-Senri en la línea Hankyu Senri.

## Compañías
SNK Playmore (antes conocido como SNK), el productor de juegos arcade Neo-Geo tiene su sede en la ciudad.

## Ciudades hermanadas
- Bankstown, Nueva Gales del Sur, Australia.[4]